# カストリニャーノ・デル・カーポ
カストリニャーノ・デル・カーポ（イタリア語: Castrignano del Capo）は、イタリア共和国プッリャ州レッチェ県にある、人口約5,200人の基礎自治体（コムーネ）。

## 地理

### 位置・広がり
レッチェ県最南端（サレント半島最南端）のコムーネ。カストリニャーノ・デル・カーポの街は、オトラントの南南西約37km、ガッリーポリの南東約40km、県都レッチェの南南東約60km、州都バーリの南東約190kmに位置する。

#### 隣接コムーネ
隣接するコムーネは以下の通り。
- アレッサーノ
- ガリアーノ・デル・カーポ
- モルチャーノ・ディ・レウカ
- パトゥ

### 主要な集落
中心集落は、海から4kmほど内陸に入った場所にある。中心集落から南へ約4kmの海岸に、サンタ・マリア・ディ・レウカ (it:Santa Maria di Leuca) の分離集落（フラツィオーネ）がある。サレント半島最南端の分離集落である。